# Beyza négyszer
A Beyza négyszer (törökül: Beyza'nın Kadınları /Beyza asszonyai/, angolul Shattered Soul) egy török krimi-thriller, melyet 2006-ban mutattak be. Rendezője Mustafa Altıoklar, a főbb szerepekben Demet Evgarral, Tamer Karadağlıval és Levent Üzümcüvel. A film egy több személyiséggel rendelkező fiatal asszony, Beyza Türker történetét meséli el, miközben az asszonnyal titokzatos módon összekapcsolódó gyilkosságok tartják rettegésben Isztambul városát.

## Történet
|  | Alább a cselekmény részletei következnek! |

Beyza Türker óvónőként dolgozik, férje, Doruk, pszichiáter, aki épp a rendőrségnek segít egy sorozatgyilkos ügyében. Isztambulban egyre-másra kerülnek elő levágott lábak, és az áldozatok titokzatos módon mind összefüggésbe hozhatók Beyzával, aki eleinte nem sejti, hogy emlékezetkiesésének oka többszörös személyisége. Beyza három személyiséget hordoz: Aylát, a kislányt, akit árvaházi tanárnője szexuálisan zaklatott; Dilarát, a szinte erkölcsök nélküli kéjnőt és Rabiát, a mélyen vallásos, fejkendőt hordó jótevőt. Miközben Fatih nyomozó a gyilkos után kutat, Beyza rádöbben, hogy a gyilkosságokat valószínűleg az ő személyiségei követték el. Az első áldozat az a tanárnő, aki őt gyerekkorában, az árvaházban zaklatta, a második férfi pedofil volt, a harmadik áldozat pedig egy prostituált, akinek gyermekére Beyza felügyelt az óvodában. Bár Fatih Beyza után kezd el nyomozni, Doruk megjegyzi, hogy szerinte az elkövető egy férfi, és a nő csupán az érzelmek „közvetítője” a gyilkos számára.